# Liste schottischer Schachspieler
Die Liste schottischer Schachspieler enthält Schachspieler, die für den schottischen Schachverband spielberechtigt sind oder waren und mindestens eine der folgenden Bedingungen erfüllen:
- Träger einer der folgenden FIDE-Titel: Großmeister, Ehren-Großmeister, Internationaler Meister, Großmeisterin der Frauen, Internationale Meisterin der Frauen;
- Träger einer der folgenden ICCF-Titel: Großmeister, Verdienter Internationaler Meister, Internationaler Meister, Großmeisterin der Frauen, Internationale Meisterin der Frauen;
- Gewinn einer schottischen Einzelmeisterschaft (offene Klasse oder Wettbewerb der Frauen);
- eine historische Elo-Zahl von mindestens 2500 (vor Einführung der Elo-Zahl im Juli 1971).

## A
- Jacob Aagaard (* 1973), Großmeister, schottischer Meister[1]
- Murad Abdulla (* 2000), schottischer Meister
- James Macrae Aitken (1908–1983), schottischer Meister
- Peter B. Anderson (1911–1973), schottischer Meister
- Ketewan Arachamia-Grant (* 1968), Großmeister, Großmeisterin der Frauen, schottischer Meister[2]

## B
- Georges Emile Barbier (1844–1895), schottischer Meister
- M. L. Battrum, schottische Meisterin der Frauen
- Richard Beecham, Verdienter Internationaler Meister im Fernschach
- Neil Berry (* 1977), schottischer Meister
- Gerald Bonner (* 1941), schottischer Meister
- James Borthwick (1866–1932), schottischer Meister
- Alan Borwell (* 1937), internationaler Fernschachmeister
- J. Brockett, schottische Meisterin der Frauen
- Douglas Bryson (* 1957), internationaler Meister, Fernschachgroßmeister, schottischer Meister
- Stephen Burns-Mannion (* 1964), internationaler Meister, schottischer Meister

## C
- John D. Chambers (1842–1930), schottischer Meister
- Peter Coast, schottischer Meister
- Robert Forbes Combe (1912–1952), britischer Meister
- Mark Condie (* 1965), internationaler Meister, schottischer Meister
- Alison Coull (* 1967), schottische Meisterin der Frauen
- Tom James Craig, Verdienter Internationaler Meister im Fernschach
- Agnes Margaret Crum (1879–1961), schottische Meisterin der Frauen
- John Crum (1842–1922), schottischer Meister
- Alexander Cunningham of Block (um 1650/60–1730), historischer Meister
- Alexander Cunningham (1654–1737), historischer Meister
- A. D. Cunninghame, schottische Meisterin der Frauen

## D
- Alexander Munro Davie (* 1946), schottischer Meister
- Eddie Dearing (* 1980), Internationaler Meister
- Angus Dunnington (* 1967), Internationaler Meister[3]

## E
- Nancy Elder (1915–1981), schottische Meisterin der Frauen

## F
- William Fairhurst (1903–1982), internationaler Meister, schottischer Meister[4]
- Michael Fallone (* 1938), schottischer Meister
- Douglas Finnie, Verdienter Internationaler Meister im Fernschach
- R. P. Foggie, schottische Meisterin der Frauen
- M. C. Forbes, schottische Meisterin der Frauen
- David Forsyth (1854–1909), neuseeländischer Meister
- M. Forwell, schottische Meisterin der Frauen
- George Brunton Fraser (1831–1905), schottischer Meister

## G
- Wiliam Gibson (1873–1932), schottischer Meister
- Mary Gilchrist (* ~1882; † 1947), schottische Meisterin der Frauen
- Philip Maurice Giulian (* 1951), Verdienter Internationaler Meister im Fernschach
- Rosemary Giulian (* 1964), schottische Meisterin der Frauen
- Iain Gourlay (* 1974), schottischer Meister
- Jonathan Grant (* 1966), schottischer Meister
- Andrew Greet (* 1979), internationaler Meister, schottischer Meister[5]

## H
- A. Heard, schottische Meisterin der Frauen
- Christopher Barclay Heath (1877–1961), schottischer Meister
- Kathleen Hindle (1948–2025), schottische Meisterin der Frauen
- Leah Margaret Hogarth (1899–1992), schottische Meisterin der Frauen
- Eric Holt (1952–2013), schottischer Meister
- Florence Hutchison-Stirling (1858–1948), schottische Meisterin der Frauen

## J
- Peter Michael Jamieson (* 1946), schottischer Meister

## K
- David Kilgour (* 1957), Fernschachgroßmeister
- Danny Kopec (1954–2016), internationaler Meister, schottischer Meister[6]

## L
- M. E. Leask, schottische Meisterin der Frauen
- David Levy (* 1945), internationaler Meister, schottischer Meister
- George Livie (1937–2016), internationaler Fernschachmeister

## M
- Edmond MacDonald (1865–1937), schottischer Meister
- Ronald Cadell Macdonald (1868–1942), schottischer Meister
- Arthur John Mackenzie (1871–1949), schottischer Meister
- George Henry Mackenzie (1837–1891), historischer Meister, schottischer Meister
- Iain Mackintosh, internationaler Fernschachmeister
- Stella Malcolm (1866–1937), schottische Meisterin der Frauen
- James Marshall (1866–1926), schottischer Meister
- Thomas Matheis, internationaler Fernschachmeister
- Kenneth McAlpine (* 1945), internationaler Fernschachmeister
- F. McDougall, schottische Meisterin der Frauen
- Roderick McKay (* 1952), internationaler Meister, schottischer Meister
- James Alexander McKee (1877–1940), schottischer Meister
- Alison McLure (* 1965), schottische Meisterin der Frauen
- Colin McNab (* 1961), Großmeister, Verdienter Internationaler Meister im Fernschach, schottischer Meister
- M. M. Mercer, schottische Meisterin der Frauen
- Helen Milligan (* 1962), schottische Meisterin der Frauen[7]
- Daniel Yarnton Mills (1849–1904), schottischer Meister
- Graham Morrison (1958–2024), schottischer Meister
- Lynne Morrison (* 1957), schottische Meisterin der Frauen
- Paul Motwani (* 1962), Großmeister, schottischer Meister
- Andrew Muir (* 1958), internationaler Meister, Fernschachgroßmeister

## N
- Alan Norris (* 1959), schottischer Meister

## P
- George Page (1890–1953), schottischer Meister
- Jonathan Parker (* 1976), Großmeister, schottischer Meister[8]
- Max Pavey (1918–1957), schottischer Meister
- Craig Pritchett (* 1949), internationaler Meister, schottischer Meister
- George Pyrich (1951–2017), internationaler Fernschachmeister

## R
- George W. Richmond (1877–1941), schottischer Meister
- M. M. Ritchie, schottische Meisterin der Frauen
- Jonathan Rowson (* 1977), Großmeister, schottischer Meister

## S
- John Shaw (* 1968), Großmeister, schottischer Meister
- Walter Cook Spens (1842–1900), schottischer Meister
- George Sprott, internationaler Fernschachmeister
- Peg Steedman (1905–1975), schottische Meisterin der Frauen[9]
- Stephen Swanson, schottischer Meister

## T
- Alan Tate (* 1979), schottischer Meister
- A. Taylor, schottische Meisterin der Frauen
- Alexander Aird Thomson (1917–1991), schottischer Meister
- Craig S. M. Thomson (* 1963), schottischer Meister
- Florence Frankland Thomson (1885–1939), schottische Meisterin der Frauen
- J. F. Thomson, schottische Meisterin der Frauen
- S. Thomson, schottische Meisterin der Frauen
- Thomas Thomson, internationaler Fernschachmeister
- Matthew Turner (* 1975), Großmeister, schottischer Meister[10]

## W
- Carrick Wardhaugh (1874–1930), schottischer Meister
- William Neish Walker (1849–1927), schottischer Meister
- Joe Watson, internationaler Fernschachmeister
- Francis Percival Wenman (1891–1972), schottischer Meister
- Tim Wickens, internationaler Fernschachmeister